# Хутор-Бор
Хутор-Бор — посёлок в Выгоничском районе Брянской области. Образует самостоятельное Хутор-Борское сельское поселение.
Имеется отделение связи, сельская библиотека.

## География
Расположен изолированно от других населённых пунктов, в лесном массиве на левобережье Десны, в 11 км к востоку от пгт Выгоничи.

## Население
| 2010 | 2012 | 2013 | 2014 | 2015 | 2016 | 2017 | 2018 | 2019 |
| ---- | ---- | ---- | ---- | ---- | ---- | ---- | ---- | ---- |
| 723  | ↗724 | ↗736 | ↘725 | ↘724 | ↘721 | ↘719 | ↗725 | ↗734 |
| 2020 | 2021 |      |      |      |      |      |      |      |
| ↘724 | ↘649 |      |      |      |      |      |      |      |

| Годы      | 1926 | 1970 | 1979 | 1989 | 2002 |
| --------- | ---- | ---- | ---- | ---- | ---- |
| Население | 201  | 1082 | 1016 | 893  | 758  |

## История
Возник при расположенной здесь железнодорожной станции Полужье на линии Брянск—Гомель (движение открыто в 1887 году); входил в Трубчевский уезд. В 1908 году была открыта церковно-приходская школа.
С 1918 до 1930-х гг. — в Палужском сельсовете, затем в Кокинском, в 1980—2001 в Скрябинском сельсовете.
В период временного расформирования Выгоничского района (1932—1939, 1963—1977) — в Брянском районе.

## Транспортное сообщение
Автомобильное сообщение осуществляется со стороны Брянска (через посёлок Свень). В поселке находится железнодорожная станция Полужье на линии Брянск — Гомель.